# Правительство Бутана
Королевское правительство Бутана (дзонг-кэ ལྷན་རྒྱས་གཞུང་ཚོགས་, вайли lhan-rgyas gzhung-tshogs, лат. Lhengye Zhungtshog) до 1999 года было под руководством короля Бутана. В качестве важного шага в сторону демократизации король в 1999 году распустил существующий кабинет министров и отошёл от руководства правительством. Были назначены шесть новых министров, которых утвердила Национальная ассамблея. Из этой группы министров голосованием в Национальной ассамблее был выбран председатель (впоследствии премьер-министр).
В настоящее время правительство состоит из 10 министров, которых называют льонпо (англ. lyonpos), и они носят оранжевый церемониальный шарф кабни. Премьер-министр избирается поочерёдно из числа членов правительства сроком на один год.

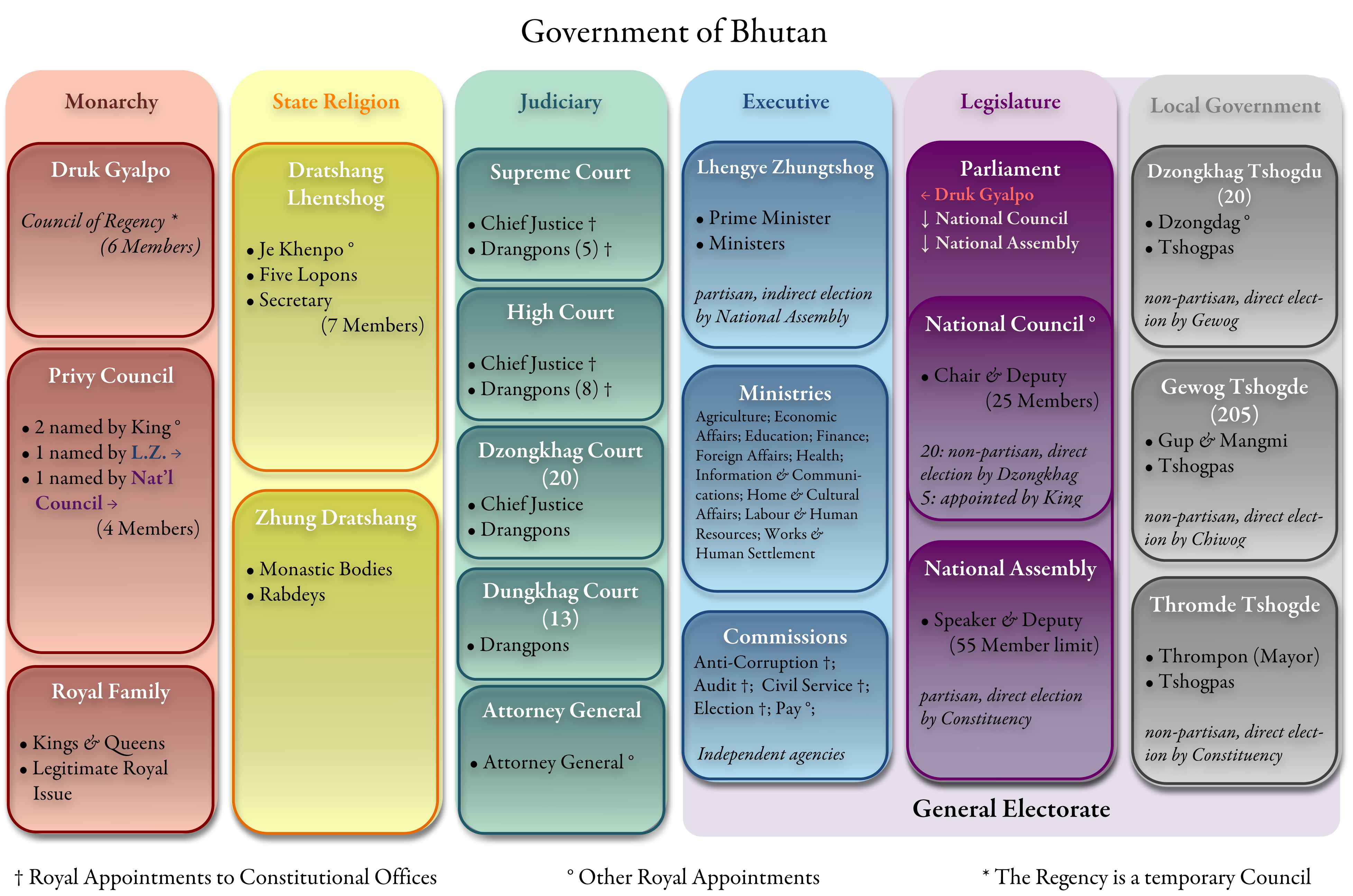
Правительство Бутана согласно конституции 2008 года

## Список министерств
- Министерство сельского хозяйства и лесов (англ. Ministry of Agriculture and Forests (Bhutan))
  - Совет по исследованиям
  - Департамент сельского хозяйства
  - Департамент лесного хозяйства
  - Департамент животноводства
  - Департамент геодезии и картографии
  - Корпорация осеменения
  - Продовольственная корпорация Бутана
  - Корпорация лесного развития
  - Национальный центр биоразнообразия

- Министерство экономики (англ. Ministry of Economic Affairs (Bhutan))
  - Департамент энергетики
  - Департамент геологии и горнодобывающей промышленности
  - Департамент промышленности
  - Департамент туризма
  - Департамент торговли

- Министерство образования (англ. Ministry of Education (Bhutan))
  - Департамент высшего образования
  - Департамент школьного образования
  - Департамент по делам молодёжи, культуры и спорта
  - Комиссия по развитию дзонг-кэ

- Министерство финансов (англ. Ministry of Finance (Bhutan))
  - Кредитный департамент
  - Бюджетный департамент
  - Департамент государственной собственности
  - Департамент общественных вкладов
  - Департамент по налогам и таможенным сборам
  - Департамент лотерей

- Министерство иностранных дел
  - Департамент двусторонних отношений
  - Департамент многосторонних отношений
  - Протокольный департамент

- Министерство здравоохранения (англ. Ministry of Health (Bhutan))
  - Департамент здравоохранения
  - Департамент общественных служб

- Министерство внутренних дел и культуры
  - Бюро законности и порядка
  - Департамент гражданской регистрации и переписи населения
  - Департамент культуры и наследия
  - Департамент по вопросам иммиграции
  - Департамент местного самоуправления
  - Офис уполномоченного по переписи

- Министерство информации и коммуникаций (англ. Ministry of Information and Communication (Bhutan))
  - Bhutan Infocomm and Media Authority
  - Департамент гражданской авиации Бутана
  - Департамент информации и печати
  - Департамент информационных технологий
  - Департамент безопасности дорожного движения и управления транспортом
  - Радиовещательная служба Бутана
  - Bhutan Postal Corporation Ltd.
  - Бутанская телекомпания
  - Druk Air
  - Kuensel Corporation

- Министерство труда и людских ресурсов (англ. Ministry of Labour and Human Resources (Bhutan))
  - Департамент по вопросам занятости
  - Департамент людских ресурсов
  - Департамент труда
  - Департамент профессиональных стандартов

- Министерство работ и населенных пунктов (англ. Ministry of Works and Human Settlement (Bhutan))
  - Департамент автомобильных дорог
  - Департамент городского развития и инженерных служб
  - Департамент стандартизации и контроля качества